# Vockenrode (Harztor)
Koordinaten: 51° 33′ 5″ N, 10° 52′ 51″ O
Vockenrode ist eine Dorfwüstung bei dem Weiler Sägemühle in der Gemeinde Harztor im Landkreis Nordhausen in Thüringen. Das Dorf war ein Pfarrkirchort und lag am Fuß des Burgbergs der Ebersburg im Harz, südlich der Landesstraße L 1038 und am Nordostufer des Krebsbachs. Nur Reste des Kirchturms sind noch vorhanden.

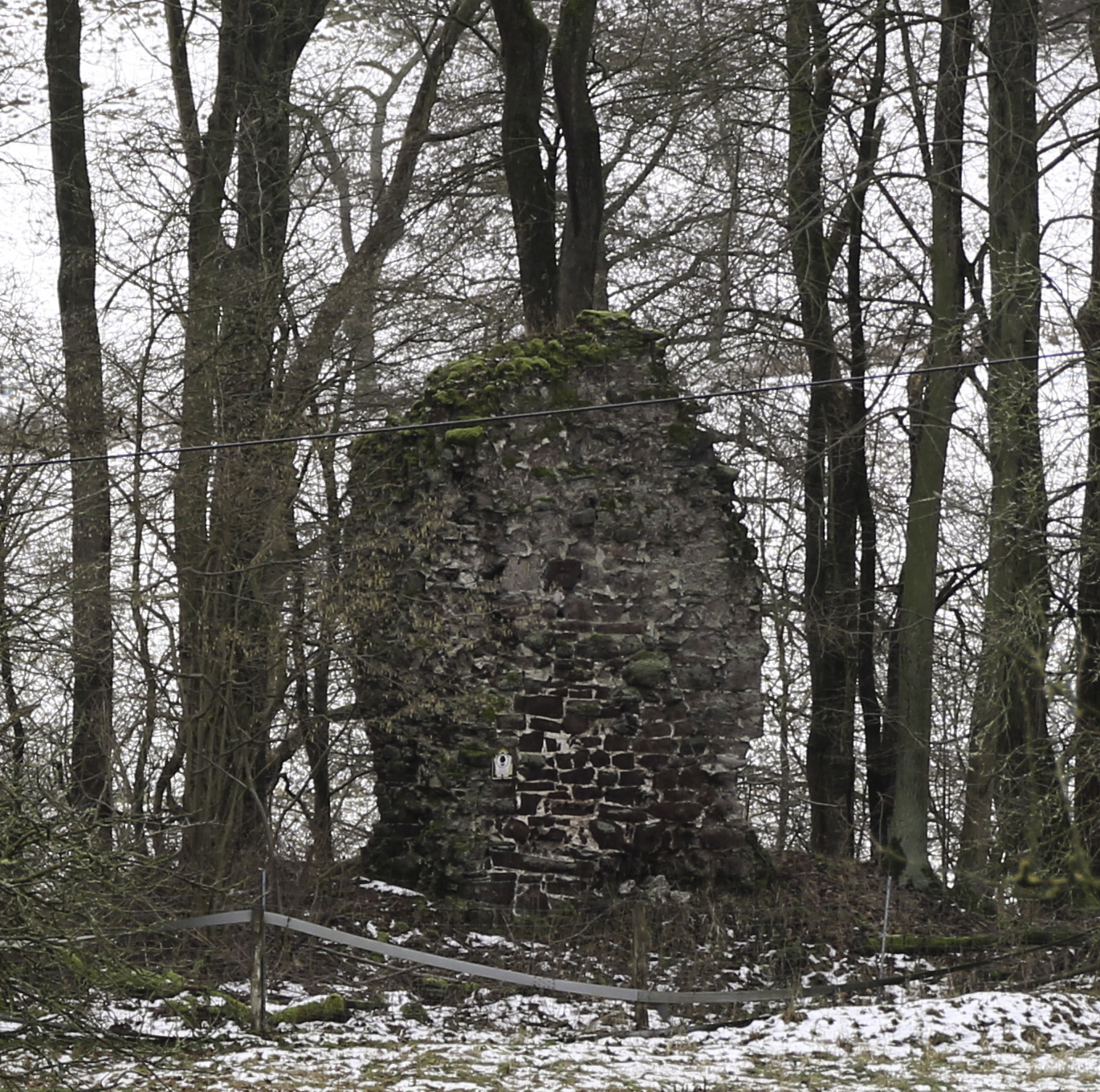
Reste des Kirchturms von Vockenrode

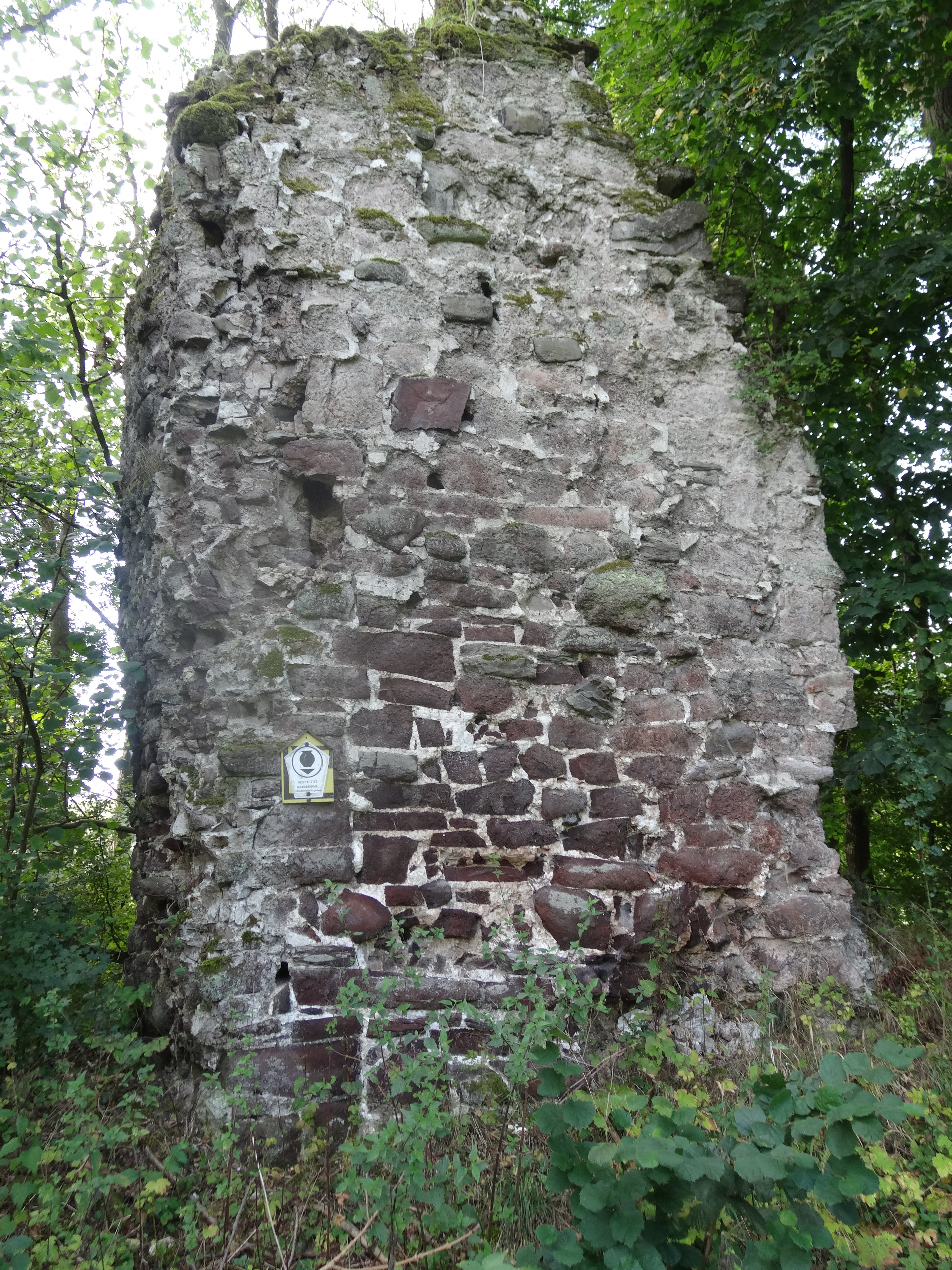
Reste des Kirchturms

## Geschichte
Die erste urkundliche Erwähnung des Orts stammt aus dem Jahr 1253, als Graf Heinrich (I.) von Honstein der Kirche in Vockenrode jährliche Kornzinsen aus Uftrungen schenkte; das Dorf bestand somit bereits einige Zeit zuvor. 1313 schenkte Fürst Otto II. von Anhalt-Aschersleben das Patronatsrecht der Kirche dem Kloster Ilfeld und 1318 gaben sein Erbe, Bernhard II. von Anhalt-Bernburg, und Ulrich von Sangerhausen, Pfandinhaber der Ebersburg, zu deren Zubehör der Ort gehörte, ihren Konsens dazu. Der Mainzer Erzbischof Peter von Aspelt genehmigte die Schenkung und beauftragte den Dekan des Nordhäuser Domstifts mit der Ordnung des Verhältnisses zwischen dem Kloster und dem Pfarrer zu Vockenrode, dem ein auskömmliches Jahreseinkommen zu sichern war.
Im Jahre 1326 gelangte Vockenrode mit der Ebersburg als Lehen an die Grafen von Stolberg und es kam zum Streit zwischen Graf Otto I. und dem Kloster Ilfeld. Erst 1335 wurde er beigelegt, wobei sich die Stolberger verpflichteten, der Kirche und ihrem Pfarrer jährlich 14 Marktscheffel zu entrichten, sodass ihnen selbst nur 8 Marktscheffel verblieben. Bereits 1333 hatte Erzbischof Heinrich III. bekräftigt, dass das Patronatsrecht über die Pfarrkirche zu Vockenrode dem Kloster Ilfeld zustünde. In den Jahren 1354, 1361 und 1423 sind Pfarrer in Vockenrode namentlich erwähnt. Aber schon 1436 wird das Dorf zum letzten Mal genannt, als Graf Botho von Stolberg bestimmte, dass mit den anderen Pfarrern des stolbergischen Harzes auch der Pfarrer zu Vockenrode zweimal jährlich nach Stolberg zur Pfarrer-Konferenz zu kommen habe.
Vockenrode wurde wohl im Herbst 1437 durch Truppen des Bischofs Burchard III. von Halberstadt verwüstet, als dieser sich schon bald nach seinem Amtsantritt in schwere Kämpfe mit den Grafen von Regenstein, Hohnstein, Schwarzburg und Stolberg verwickelte und seine Leute dabei Stolberger Gebiet heimsuchten. Die Pfarrkirche wurde nach Zerstörung des Dorfes in das etwa 1 km weiter südwestlich gelegene bisherige Filialdorf Herrmannsacker verlegt. Die dortige Kirche erhielt – wie Urkunden des Klosters Ilfeld aus den Jahren 1560 und 1615 bestätigen – weiterhin die jährlichen Kornzinsen aus Uftrungen, die 1253 der Kirche in Vockenrode geschenkt worden waren.